# Karlskoga praktiska skola
Karlskoga praktiska skola, eller Karlskoga praktiska läroverk var ett tidigare praktiskt läroverk beläget vid Skolgatan 12 i kvarteret Vårfågeln Bregården i Karlskoga vid E18 för både män och kvinnor. Byggnaden uppfördes 1908 efter ritningar av arkitekten L. Kellman.

## Historia
Skolan grundades på initiativ av frikyrkomannen Carl Johan Nyvall och prästen Johan Lindholm (den senare även skolans föreståndare). Den invigdes den 1 november 1882 och drevs ursprungligen av ett aktiebolag.
Skolan bedrev från 1893 undervisning för båda könen, dock vid olika tidpunkter på året. I slutet av 1800-talet erbjöds således dels en sex månaders kurs som "praktisk arbetsskola för allmänbildning" för män med kursstart den 1 november, dels från 15 maj och fem månader framåt "en praktisk slöjd- och hushållsskola" för kvinnor. Till och med vårteminen 1895 hade skolan haft 1003 manliga och 117 kvinnliga elever.

## Skolbyggnaden
Skolans ursprungliga lokaler ersattes 1908 av en byggnad i jugendstil med bottenvåning i rött tegel, de övre våningarna i ljugul puts samt med valmat mansardtak i grönmålad plåt. Byggnaden har sedermera tillbyggts i omgångar och fick sin nuvarande omfattning 1947. Lokalerna har senare fungerat som folkhögskola och används i dag (2015) av Karlskoga kulturskola.

## Bemärkta lärare och rektorer
- Wilhelm Bergewing, konstnär; skolans teckningslärare 1906–1918.[9]